# Südamerikanische Jugendspiele
Die Südamerikanischen Jugendspiele, im südamerikanischen Sprachgebrauch auch als Juegos Suramericanos de la Juventud bezeichnet, sind ein Sportgroßereignis in Südamerika. Die Veranstaltung fand erstmals 2013 statt.

## Austragungsorte
| Jahr | Spiele | Ort               | Land        | Datum                             | Athleten | Nationen | Sportarten | Meiste Medaillen |
| ---- | ------ | ----------------- | ----------- | --------------------------------- | -------- | -------- | ---------- | ---------------- |
| 2013 | I      | Lima              | Peru        | 20. bis 29. September             | 1200     | 14       | 19         | Brasilien        |
| 2017 | II     | Santiago de Chile | Chile       | 29. September bis 8. Oktober 2017 | 1279     | 14       | 20         | Brasilien        |
| 2022 | III    | Rosario           | Argentinien | 27. April bis 8. Mai 2022         | 1796     | 16       | 26         | Brasilien        |